# Girolamo Mattei

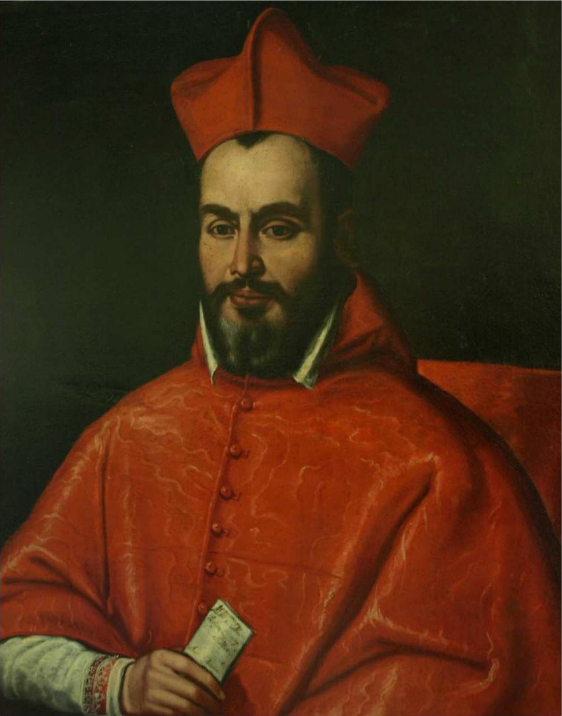
Kardinal Girolamo Mattei (Porträt von Pietro Fachetti, 1590)

Girolamo Mattei (* 8. Februar 1547 in Rom; † 8. Dezember 1603 ebenda) war ein Kardinal der Römischen Kirche.

## Leben

Kardinalswappen (modernes Schema)

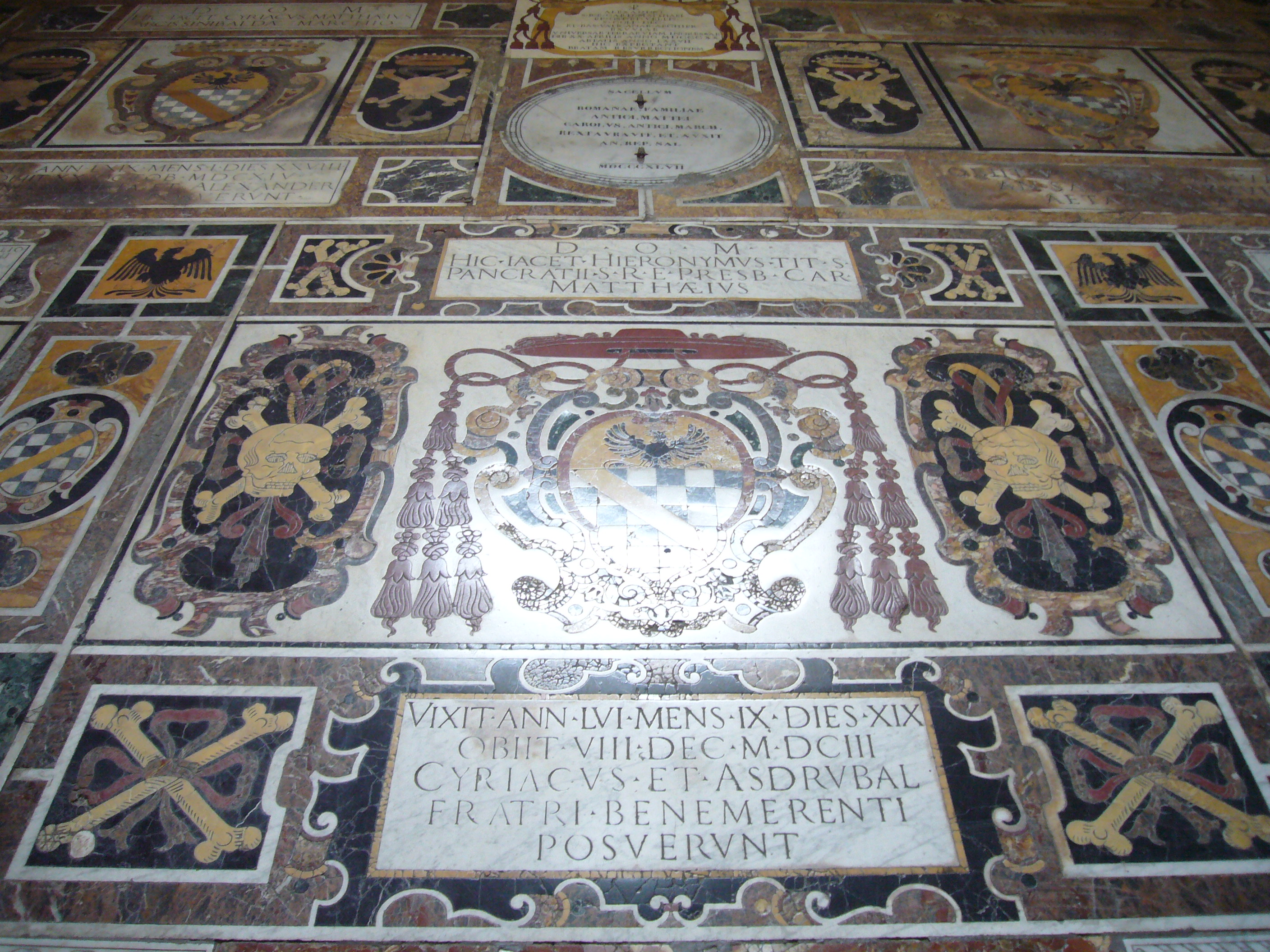
Grabmal von Girolamo Mattei in der römischen Kirche Santa Maria in Aracoeli

Durch den Einfluss seiner Familie wurde Mattei bereits als Jugendlicher von Papst Pius IV. 1560 zum Apostolischen Protonotar berufen. Im April 1572 wurde er von Papst Pius V. zum Kleriker an der Apostolischen Kammer berufen, deren Leiter er 1578 oder 1579 wurde.
Im Konsistorium vom 16. November 1586 nahm ihn Papst Sixtus V. als Kardinaldiakon von Sant’Adriano al Foro ins Kardinalskollegium auf. Kardinal Mattei übte einen starken Einfluss auf die päpstliche Außenpolitik unter Sixtus V. aus. Er unterstützte auch dessen Konfrontationskurs gegen die englische Königin Elisabeth I. Zur selben Zeit sollte er auch als päpstlicher Legat nach Polen entsandt werden, um den Frieden nach dem Tod von König Stephan zu bewahren. Allerdings entschied sich Sixtus später für Kardinal Ippolito Aldobrandini als Legat.
Während der Kurzpontifikate von Urban VII., Gregor XIV. und Innozenz IX. zwischen 1590 und 1591 war Mattei einer der einflussreichsten Kardinäle der Kurie. Unter Gregor XIV. wurde er 1591 Präfekt der Konzilskongregation, was er bis zu seinem Tod blieb. Unter dem im Januar 1592 gewählten Clemens VIII. war er für die Sanierung der kirchenstaatlichen Finanzen zuständig und wurde in die Klasse der Kardinalpriester aufgenommen; er erhielt die Titelkirche San Pancrazio. Zudem wurde er mit der Frage der Versöhnung von Kirche und dem französischen König Heinrich von Navarra betraut, der 1588 durch Sixtus V. exkommuniziert worden war. Nachdem Heinrich am 25. Juli 1593 zum Katholizismus konvertierte, wurde der Weg für die päpstliche Absolution und Anerkennung als König im Jahr 1595 geebnet. Nachdem Mattei 1603 das Collegio Mattei gegründet hatte, starb er noch im selben Jahr. Bestattet wurde er in der Familiengruft der Kirche Santa Maria in Aracoeli.